# Filipe Faria
Filipe Faria (Lisboa, 11 de fevereiro de 1982) é um escritor português de literatura fantástica.

## Biografia
Filipe Faria frequentou a Escola Alemã de Lisboa desde o jardim de infância até completar o 12º ano de escolaridade.
As «Crónicas de Allaryia» assinalam a sua estreia no mundo literário. Em 2001 vence o Prémio Branquinho da Fonseca, pela Fundação Calouste Gulbenkian e Jornal Expresso. Em 2002 ganha o Prémio Matilde Rosa Araújo - Revelação na Literatura Infantil e Juvenil.

## Obras

### SérieCrónicas de Allaryia
- A Manopla de Karasthan (2002)
- Os Filhos do Flagelo (2002)
- Marés Negras (2003)
- A Essência da Lâmina (2005)
- Vagas de Fogo (2007)
- O Fado da Sombra (2009)
- Oblívio (2011)